# Maximilian Marterer
Maximilian Marterer (født 15. juni 1995 i Nürnberg, Tyskland) er en professionel tennisspiller fra Tyskland.